# رخصة أباتشي
رخصة أباتشي (بالإنجليزية: Apache License)‏ (كان الاسم رخصة برمجيات أباتشي في النسخ السابقة للنسخة 2.0) هي رخصة برمجيات حرة كُتبت من قبل مؤسسة برمجيات أباتشي. رخصة أباتشي (النسخ 1.0 و 1.1 و 2.0) تستلزم حفظ إشعار حقوق الملكية والتنويه، لكنها ليست رخصة ترك حقوق الملكية Copyleft حيث أنها تسمح باستخدام الشيفرة المصدرية لتطوير البرمجيات الحرة ومفتوحة المصدر وأيضاً البرمجيات الاحتكارية ولا تستلزم نشر مصدر البرنامج.
جميع البرمجيات التي تنتجها مؤسسة برمجيات أباتشي أو أيٍ من مشاريعها أو موضوعاتها مرخصة بشروط رخصة أباتشي. بعض البرمجيات غير المنتجة من مؤسسة أباتشي مرخصة برخصة أباتشي أيضاً، حيث أنه اعتباراً من أبريل 2008 هناك أكثر من 3000 مشروع لا يمت بصلة لمؤسسة أباتشي موجود على سورس فورج مرخص بشروط رخصة أباتشي.

## روابط خارجية
- الموقع الرسمي (بالإنجليزية)